# Zachary Bell
Pour les articles homonymes, voir Bell.
Zachary Bell (né le 14 novembre 1982 à Watson Lake, dans le Yukon, au Canada) est un coureur cycliste canadien.

## Biographie
Il réside actuellement à North Vancouver en Colombie-Britannique. Membre de l'équipe SpiderTech powered by C10 durant la saison sur route, il représente la sélection nationale sur piste et décroche en avril 2012, la médaille d'argent de la course omnium aux Mondiaux de Melbourne. Vainqueur de la Coupe du monde de la course omnium en 2011, il avait échoué à la sixième place lors des Mondiaux d'Apeldoorn.

## Palmarès sur route

### Par années
- 2003
  - 1re étape du Tour de Delta
- 2004
  - 2e du championnat du Canada du contre-la-montre espoirs
- 2006
  - 7e étape du Tour de Shenandoah
- 2007
  - 4e (contre-la-montre par équipes) et 7e étapes du Tour du Salvador
  - 2e étape du Tour de White Rock
  - Tour de Delta :
    - Classement général
    - 1re et 2e étapes

  -   Médaille d'argent du contre-la-montre aux championnats panaméricains
  - 2e du championnat du Canada du critérium
  - 3e du championnat du Canada du contre-la-montre
- 2008
  - Classement général du Tour de Delta
  - 3e du Gastown Grand Prix
  - 3e du championnat du Canada du contre-la-montre
- 2009
  - Wilmington Grand Prix
  - Classement général de la Fitchburg Longsjo Classic
  - 3e de l'Historic Roswell Criterium
  - 3e du championnat du Canada du contre-la-montre
- 2010
  - 3e étape du Tour de Delta
  - 2e du championnat du Canada du contre-la-montre
  - 3e du Tour de Delta
- 2011
  - 3e du championnat du Canada sur route
- 2012
  - Challenge Sprint Pro
- 2013
  -  Champion du Canada sur route
  - 4e étape du Tour de Taïwan
  - 3e étape de la Devo Spring Classics Stage Race
  - 6e étape du Tour de Corée
  - 3e étape du Tour de White Rock
- 2014
  - Bucks County Classic
  - 3e de la Winston Salem Cycling Classic

### Classements mondiaux
| Année            | 2007 | 2008 | 2009 | 2010 | 2011 | 2012 | 2013 | 2014 | 2015 |
| ---------------- | ---- | ---- | ---- | ---- | ---- | ---- | ---- | ---- | ---- |
| UCI America Tour | 92e  | 204e | 373e | 304e | 155e |      | 61e  | 30e  | 191e |
| UCI Asia Tour    |      |      | 134e |      |      |      | 118e |      |      |

## Palmarès sur piste

### Jeux olympiques
- Pékin 2008
  - 7e de la course aux points
  - 12e de l'américaine
- Londres 2012
  - 7e de l'omnium

### Championnats du monde
- Pruszków 2009
  -  Médaillé d'argent de l'omnium
  - 9e de la course aux points
  - 16e du scratch
- Ballerup 2010
  - 11e du scratch
- Apeldoorn 2011
  - 6e de l'omnium
- Melbourne 2012
  -  Médaillé d'argent de l'omnium

### Coupe du monde
- 2007-2008
  - 2e du scratch à Sydney
- 2008-2009
  - 1er du scratch à Cali
  - 2e de la course aux points à Pékin
- 2009-2010
  - 1er de la course aux points à Pékin
  - 1er du scratch à Pékin
- 2010-2011
  - Classement général de l'omnium
  - 2e de l'omnium à Melbourne
  - 2e de l'omnium à Pékin
  - 3e de l'omnium à Cali
- 2011-2012
  - 2e de l'omnium à Cali
  - 3e de l'omnium à Londres

### Jeux du Commonwealth
- New Delhi 2010
  -  Médaillé de bronze du scratch

### Championnats panaméricains
- São Paulo 2006
  -  Médaillé de bronze de la poursuite individuelle[12]
- Montevideo 2008
  -  Médaillé d'or de l'américaine (avec Svein Tuft)
  -  Médaillé d'or de l'omnium

### Six jours
- Six jours de Burnaby : 2007 et 2008 (avec Svein Tuft)

### Championnats du Canada
- Champion du Canada de course aux points : 2008, 2009 et 2010
- Champion du Canada de l'américaine : 2008 (avec Svein Tuft) et 2009 (avec Jacob Schwingboth)
- Champion du Canada de scratch : 2009 et 2010
- Champion du Canada de poursuite : 2010
- Champion du Canada d'omnium : 2010 et 2013